# Das Liebes Denkmal

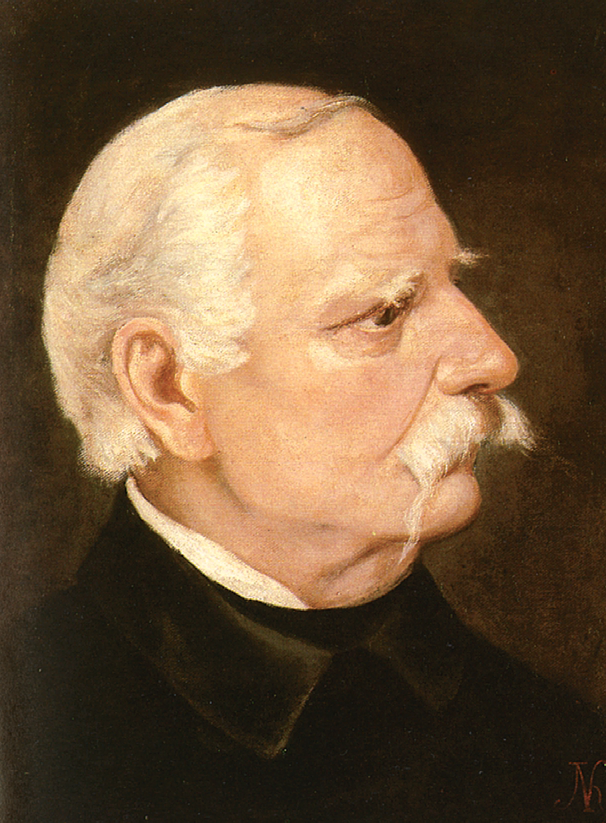
Wincenty Pol

Das Liebes Denkmal (Duits voor Monument voor een liefde) is een gedicht van Wincenty Pol. Het gedicht met beginregel 'Von dem Felsen stürzt' ein Stein' verscheen in de bundel Volkslieder der Polen in 1833. Het betreft hier een meisje dat haar grote liefde in de eeuwigheid wil brengen. Deze liefde is omgekomen door stenen die uit de bergen vielen. Zij overweegt zijn naam in het water te vereeuwigen (maar alles stroomt weg), ze probeert het ook in de lucht (maar die waait weg). Er resteert niets anders zijn naam in de sterren te schrijven, deze zijn eeuwig. 
De Deense componist Niels Gade schreef er muziek onder. Het werd een op zichzelf staand lied. Het jaar van componeren is onbekend, een euvel van veel van Gades liederen.